# Suore della Sacra Famiglia di Bordeaux
Le Suore della Sacra Famiglia di Bordeaux (in francese Sœurs de la Sainte-Famille de Bordeaux) sono un istituto religioso femminile di diritto pontificio: le religiose di questa congregazione pospongono al loro nome la sigla S.F.B.

## Storia

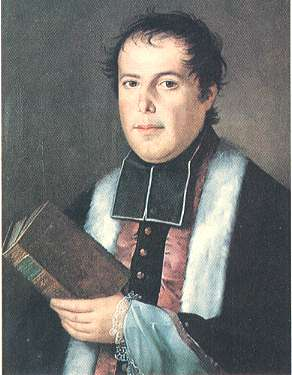
Pierre-Bienvenu Noailles, fondatore della congregazione

La congregazione venne fondata dal sacerdote francese Pierre-Bienvenu Noailles (1793-1861). Curato della parrocchia di Saint-Eulalie a Bordeaux, assunse la direzione spirituale di tre ragazze che avevano manifestato l'intenzione di abbracciare la vita religiosa: tra di esse, sua sorella Catherine-Aimée Noailles.
Con l'approvazione dell'arcivescovo Charles-François d'Aviau Du Bois de Sanzayil, il 28 maggio 1820 la comunità venne eretta in congregazione religiosa. Attorno all'istituto femminile, detto in origine delle Figlie di Nostra Signora di Loreto, si sviluppò l'Associazione della Sacra Famiglia organizzata in tre rami: quello di Gesù, composto da sacerdoti e seminaristi; quello di Maria, formato da donne laiche; quello di san Giuseppe, composto da uomini sposati.
Noailles affidò la direzione delle suore agli Oblati di Maria Immacolata di Eugène de Mazenod. La congregazione venne approvata, su delega di papa Gregorio XVI, dal cardinale Jean-Louis Anne Madelain Lefebvre de Cheverus nel 1831 e confermata lo stesso anno con breve dello stesso Gregorio XVI.

## Attività e diffusione
Le Suore della Sacra Famiglia si dedicano all'istruzione, alla catechesi e ad altre opere di carità (cura degli orfani, lavori agricoli).
Sono presenti in Europa (Belgio, Bielorussia, Francia, Gran Bretagna, Irlanda, Italia, Polonia, Spagna); Africa (Botswana, Camerun, Ciad, Repubblica Democratica del Congo, Lesotho, Sudafrica); Asia (Filippine, India, Pakistan, Sri Lanka); America (Argentina, Brasile, Canada, Paraguay, Perù); la sede generalizia è a Roma.
Al 31 dicembre 2008 la congregazione contava 1.968 religiose in 278 case.